# SN 2014J
SN 2014J, provisoirement PSN J09554214+6940260, est une supernova située dans la galaxie du Cigare (ou Messier 82) découverte par un groupe d'étudiants en astronomie à l'observatoire de l'université de Londres et leur professeur le 21 janvier 2014 à 19 h 20 (GMT). Le télescope utilisé était un télescope de 0,35 m de diamètre automatisé.
Le spectre suggère que la supernova est de type Ia. La magnitude a été estimée dans deux bandes différentes, R et V, mais dans des conditions dégradées. Il semble que la magnitude de SN 2014J soit de 10 en bande R et de 11,7 en bande V,, de 9,94 ± 0,06 en bande spectrale J, 9,83±0,06 en bande H et 9,80±0,08 en bande K.
| Date            | Magnitude |
| --------------- | --------- |
| 13 janvier 2014 | 20,4      |
| 15 janvier 2014 | 14,4      |
| 16 janvier 2014 | 13,9      |
| 17 janvier 2014 | 13,3      |
| 19 janvier 2014 | 12,2      |
| 20 janvier 2014 | 11,9      |